# ToHeart2
ToHeart2 (トゥハート2, Tu Hāto Tsū?)  é um jogo de computador japonês, do gênero conhecido como dating simulation ou love simulation (são jogos em que o protagonista desenvolve relacionamentos com pessoas do outro sexo). O jogo tem múltiplos reviews.
Também é um anime japonês com um visual baseado no romance com o mesmo nome.
A configuração básica é igual ao original ToHeart, exceto a se definir dois anos mais tarde com um novo conjunto de personagens. A escola também é utilizado da mesma forma que em ToHeart.
ToHeart2 foi lançado para o PC pela produtora Leaf/Aquaplus e era um jogo adulto, com cenas de sexo. Posteriormente o jogo foi transposto para o PlayStation, ganhando vozes. Posteriormente, em 9 de dezembro de 2005 foi lançada uma segunda versão para o PC, chamada "ToHeart2 XRATED", igual à versão Play Station 2,lançada em 28 de dezembro de 2004, com mais alguns jogos adicionais.
Uma série OVA com uma nova e original história teve seu primeiro episódio libertado em 28 de fevereiro de 2007 e o segundo episódio foi liberada em 27 de junho de 2007, e a terceira e última OVA episódio foi liberada em 28 de setembro de 2007. Todos estão disponíveis em DVD. O OVA inclui todo o elenco original ToHeart2, incluindo Sasara Kusugawa, que foi pela primeira vez apresentado no ToHeart2 XRATED jogo; Marianne, outro personagem que aparece no ToHeart2 XRATED jogo, e Yūki Kusakabe, um personagem que só fez um flashback aparição no anime.
Um segundo OVA, intitulado "ToHeart 2 AD", foi anunciado, em Agosto de 2007, com planos de estréia que, até ao final de 2007, mas foi adiada até início de 2008.
Os personagens apresentados no jogo são novas para a série, embora os gêmeos Himeyuri e Konomi tinha feito uma aparição em ToHeart ~ Another Days ~ e o original omake como cameos. O jogo tem lugar dois anos após ToHeart.

## Personagens
Tamaki Kousaka (向坂 環):
- Aniversário:7 de Julho.
- Altura:165 centímetros.
- Tipo sanguneo:AB

É amiga de infância tanto de Konomi quanto de Takaaki as duas vê-la como uma irmã mais velha. No jogo, ela é um ano mais velha que Takaaki. Ela é muito confiante e vem de uma família rica. Ela é bem versada nas artes tradicionais japonesas e tradições, mas ainda é uma menina moderna em seu próprio direito. No seu grupo constituído por Konomi, Takaaki e Yuji, ela é de personalidade forte e dominante e se age como a irmã mais velha. Ela é chamada frequentemente como "Tama-oneechan" ou "Tama-nee".No jogo da Tamaki cenário, que é seguido por um grupo de três meninas da sua escola.As três tentam separar ela de Takaaki como estão "in love" com ela. No processo de fugir das garotas, ela se declara a Takaaki para ser seu namorado.
Konomi Yuzuhara (柚原このみ)
- Aniversário:6 de setembro.
- Altura:150 centímetros.
- tipo sangüineo:O

É a principal personagem feminina, e é amiga de infância de Takaaki e Tamaki. Apesar de no início de cada jogo ela ainda está na escola secundária, ela fica no mesmo colégio no início do novo período escolar. Konomi tem uma disposição amigável, e é muitas vezes sorridente e feliz. Ela se esforça muitas vezes para cozinhar, e gosta de estar com Takaaki.
Takaaki Kono (河野 貴明)
Lucy Maria Misora/Ruko Kireinasora (ルーシー・マリア・ミソラ／るーこ・きれいなそら)
Karin Sasamori (笹森 花梨)
Sango Himeyuri (姫百合 珊瑚)
Ruri Himeyuri (姫百合 瑠璃)
Sasara Kusugawa (久寿川 ささら)
Manaka Komaki (小牧 愛佳)
Yuma Tonami (十波 由真)

## Histórico
# 28 de dezembro de 2004: ToHeart2 libertado em PlayStation 2
# 21 de Fevereiro de 2005: ToHeart2 manga serialized monthly in Dengeki Daioh (電撃大王)
# 21 de fevereiro de 2005: ToHeart2 manga periodicamente mensalmente no Dengeki Daioh (电撃大王)
# 18 de março de 2005: (ToHeart2～colorful note～) serialized in monthly G-Fantasy (月刊Gファンタジー)
# 21 de fevereiro de 2005: (ToHeart2 ~ ~ coloridos nota) periodicamente no mensais G-Fantasy (月刊Gファンタジー)
# 21 de fevereiro de 2005: ToHeart2 anime begins airing 18 de março de 2005: ToHeart2 anime começa ventilação
# 6 de Outubro de 2005: Internet Radio 「Radio ToHeart2」airs 6 de outubro de 2005: Internet Radio "Radio ToHeart2" airs
# 11 de Novembro de 2005: ToHeart2 Desktop Accessories (ToHeart2 デスクトップアクセサリー) released
# 6 de Outubro de 2005: ToHeart2 Desktop Acessórios (ToHeart2デスクトップアクセサリー) libertados
# 9 de Dezembro de 2005: ToHeart2 XRATED (PC) Limited Edition released 「ToHeart2 XRATED（エクスレイテッド）」.
# 9 de Dezembro de 2005: ToHeart2 XRATED (PC) Limited Edition liberado "ToHeart2 XRATED (エクスレイテッド)". Rated 18+
# 22 de Dezembro de 2005: ToHeart2 XRATED Standard Edition released 22 de dezembro de 2005: ToHeart2 XRATED Standard Edition liberado